# Linden (Califòrnia)
Linden és una concentració de població designada pel cens dels Estats Units a l'estat de Califòrnia. Segons el cens del 2000 tenia 1.103 habitants.

## Demografia
Segons el cens del 2000, Linden tenia 1.103 habitants, 384 habitatges, i 316 famílies. La densitat de població era de 56,7 habitants/km².
Dels 384 habitatges en un 42,4% hi vivien nens de menys de 18 anys, en un 68,8% hi vivien parelles casades, en un 9,9% dones solteres, i en un 17,7% no eren unitats familiars. En el 15,4% dels habitatges hi vivien persones soles el 8,1% de les quals corresponia a persones de 65 anys o més que vivien soles. El nombre mitjà de persones vivint en cada habitatge era de 2,87 i el nombre mitjà de persones que vivien en cada família era de 3,21.
Per edats la població es repartia de la següent manera: un 30,8% tenia menys de 18 anys, un 6,8% entre 18 i 24, un 25,7% entre 25 i 44, un 25% de 45 a 60 i un 11,6% 65 anys o més.
L'edat mediana era de 38 anys. Per cada 100 dones de 18 o més anys hi havia 95,1 homes.
La renda mediana per habitatge era de 51.250 $ i la renda mediana per família de 57.813 $. Els homes tenien una renda mediana de 56.164 $ mentre que les dones 39.750 $. La renda per capita de la població era de 21.094 $. Entorn del 9,5% de les famílies i el 7,1% de la població estaven per davall del llindar de pobresa.

## Poblacions més properes
El següent diagrama mostra les poblacions més properes.